# Juju (album de Siouxsie and the Banshees)
Pour les articles homonymes, voir Juju (homonymie).
Albums de Siouxsie and the Banshees
Kaleidoscope
(1980) A Kiss in the Dreamhouse
(1981)
Juju est le quatrième album studio de Siouxsie and the Banshees. Il est sorti en juin 1981 et a été remasterisé en cd en 2006.
Ce disque a été enregistré avec le guitariste renommé John McGeoch. Johnny Marr, le guitariste de The Smiths a déclaré sur la BBC radio 2 en février 2008 qu'il admirait le  jeu de guitare de McGeoch sur Spellbound : « C'est brillant. Il a un jeu en arpège (picking) tout du long, ce qui va à l'encontre du rock'n'roll et cette mélodie est très mystérieuse ».
Le magazine Melody Maker considère Juju comme « un des disques britanniques les plus influents de tous les temps ».
En France, lors de sa sortie, Gérard Bar-David écrit dans Best : « La production incombe à Nigel Gray. Il parvient à conserver l’originalité fantastique et noire du groupe tout en la canalisant : Spellbound ouvre la première face comme une longue mélopée presque sans âge : elle vous enveloppe complètement comme un sombre brouillard semblable à celui dans lequel Jack l’éventreur pouvait évoluer. Comme cet Into The Light aux climats de films d’épouvante : regardez-la, imaginez-la à demi plongée dans les ténèbres et, soudain, au détour du sillon, c’est le fulgurant contraste de l’ombre contre la lumière intense. Sur fond de percussions très saccadées de Budgie, John Mc Geogh (ex-Magazine), le nouveau guitariste, trace ses riffs en forme d’éclairs et la voix de Siouxsie éclate tel un roulement de tonnerre. »
Les membres du groupe qui ont enregistré cet album sont Siouxsie, Steven Severin, Budgie et le guitariste John McGeoch. Juju est le deuxième des trois albums des Banshees conçus avec McGeoch entre 1980 et 1982.
John Frusciante de Red Hot Chili Peppers cite Juju parmi ses influences pour l'album By The Way : « John McGeoch. C'est un guitariste modèle. Il a une nouvelle idée brillante pour chaque chanson. Je joue en écoutant les disques qu'il a fait avec Magazine et Siouxsie & the Banshees comme Juju ».

## Liste des titres
1. Spellbound
2. Into The Light
3. Arabian Knights
4. Halloween
5. Monitor
6. Night Shift
7. Sin In My Heart
8. Head Cut
9. Voodoo Dolly

Juju a été remasterisé en 2006 avec des bonus inédits
1. Spellbound (version maxi originale différente de celle publiée sur le deuxième CD du best of de 2002)
2. Arabian Knights (version vocoder)
3. Fireworks (version studio inédite, arrangée différemment et produite par Nigel Gray en novembre 1981 : la version single publiée en mai 1982, a elle été coproduite avec Mike Hedges)